# Беленков, Рафаил Львович
Рафаил Львович Беленков (род. 31 декабря 1945, Аткарск, Саратовская область) — советский тяжелоатлет, двукратный чемпион СССР (1970, 1973), чемпион Европы (1972), двукратный рекордсмен мира в жиме. Мастер спорта СССР международного класса (1971).

## Биография
Рафаил Беленков родился 31 декабря 1945 года в городе Аткарск (Саратовская область). Вскоре после рождения вместе с семьёй переехал в Гомель, где в возрасте 16 лет начал заниматься тяжёлой атлетикой под руководством Бориса Капустина. Во время службы в армии с ним работал Павел Зубрилин, а после окончания военной службы Беленков продолжил тренировался в минском ДСО «Спартак» у Григория Гольдштейна.
В 1970 году выиграл чемпионат СССР и принял участие в чемпионате Европы в Сомбатхее, где стал серебряным призёром в жиме и занял 4 место по сумме троеборья. В 1972 году на чемпионате Европы в Констанце завоевал золотые медали в жиме, рывке и по сумме троеборья. Входил в расширенный состав сборной СССР, готовившейся к Олимпийским играм в Мюнхене (1972), но в итоге не был включён тренерским штабом в число участников Игр.
В следующем олимпийском цикле продолжал оставаться одним из ведущих советских атлетов легчайшего веса, в 1973 году выиграл чемпионат СССР и соревнования на Кубок СССР, но не получил возможность выступить на наиболее значимых международных соревнованиях. Установил 11 рекордов СССР.
В 1974 году окончил Белорусский государственный институт физической культуры. В 1976 году завершил свою спортивную карьеру и занялся тренерской деятельностью. В 1983—1993 годах был директором СДЮШОР по тяжёлой атлетике. В дальнейшем в ней стали проводиться ежегодные юношеские соревнования, носящие имя Рафаила Беленкова.